# Bibliocal
Bibliocal était un logiciel de gestion des temps de présence des agents au service public créé il y a 8 ans par un conservateur de bibliothèque municipale et un informaticien, François Rey.
En 2019, François Rey a souhaité offrir un produit modernisé, permettant un fonctionnement depuis n'importe quel PC connecté à Internet (architecture dite Full Web). Ce logiciel peut gérer jusqu'à 10 000 agents sur une cinquantaine d'établissements publics : Il est donc adapté aux collectivités de communes ou aux organismes publics. 

## Principales fonctionnalités
- Affecte les agents à des postes de travail pour des créneaux définis en proposant une liste dynamique pour les agents à affecter aux postes
- Permet d’ouvrir des postes pour chaque jour de la semaine (dimanche compris) dans des intervalles de 30 minutes à 4 heures
- Gère l’aptitude de chaque agent pour chaque poste
- Équanimité de traitement entre les agents : le logiciel propose en priorité ceux qui doivent encore faire du service public.
- Signale clairement les absences
- Signale immédiatement tous les postes non affectés dans le planning.
- Gère les différents établissements et les postes, en s’adaptant aux usages et aux activités.
- Divise par 3 ou 4 le temps nécessaire à l’établissement des plannings hebdomadaires
- Établit des plannings type hebdomadaires.
- Modification du planning possible à tout moment
- Visualise tous les postes d'un agent sur une semaine
- Prévient les agents par mail des modifications
- Échange de données facile avec d’autres logiciels ou des SIRH du marché

## Fonctionnement technique
BiblioCal repose sur une architecture dite Full Web. Il est écrit en PHP 7.2 et les données sont gérées dans une base de données MySQL. Ce socle technique garantit une compatibilité avec les standards et normes Internet. Il permet la mise à jour du logiciel en temps réel de façon automatique. Aucune licence n'est indispensable à son fonctionnement puisque les fichiers de plannings sont générés au format xlsx ou au format odt.

## Limites
- Ne gère pas les temps de travail mais les temps de service public
- Les créneaux d'ouverture de l'établissement sont fixés au paramétrage et ne sont plus modifiables
- Demande un paramétrage initial et spécialisé